# Cryptaspidia lustra
Cryptaspidia lustra är en insektsart som beskrevs av William D. Funkhouser. Cryptaspidia lustra ingår i släktet Cryptaspidia och familjen hornstritar. Inga underarter finns listade i Catalogue of Life.